# Mine du rio Huaypetue
La mine du rio Huaypetue est une grande mine d'or à ciel ouvert situé dans le sud-est du Pérou, en Amazonie péruvienne. 